# Ржаной виски
«Ржаной виски» (англ. Kentucky Rye, дословно — «Рожь из Кентукки») — это третий сегмент третьей серии первого сезона первого возрождения американского телесериала «Сумеречная зона».

## Сюжет
Главный герой эпизода, Боб Спиндлер, проводит удачную сделку и получает гонорар в размере 1500 долларов. Узнав об этом, он сразу принимает решение отметить событие в баре вместе с коллегами. После длительной вечеринки, будучи сильно пьяным, Боб садится в свой автомобиль и едет домой. Однако на пути ему попадается встречный автомобиль, в результате чего Боб, не справившись с управлением, съезжает с трассы и со всей силы врезается уже в другой, припаркованный автомобиль. Выйдя из собственной машины и немного придя в себя, Боб замечает неподалёку старый бар «Ржаной виски» и решает заглянуть туда. В этом заведении Боб выпивает ещё виски и побеждает в армрестлинге другого посетителя, который до этого момента был непобедимым в течение многих лет. После этого хозяин заведения предлагает Спиндлеру купить у него бар «Ржаной виски» всего за 1600 долларов. Боб начинает торговаться, чтобы снизить цену, однако хозяин настаивает на той цене, которую назвал. В конце концов Боб называет сумму 1500 долларов — ту, которую получил в качестве гонорара — и говорит, что больше у него денег нет. В этот момент к Бобу и хозяину «Ржаного виски» подходит таинственный посетитель, лицо которого время от времени светится, и протягивает Бобу 100 долларов, которых не хватает для покупки заведения. Таким образом, заплатив теперь уже бывшему хозяину нужную сумму полностью, Боб Спиндлер становится полноправным владельцем «Ржаного виски».
На следующий день Боб, проснувшись один в баре и придя в себя в похмелье, через окно видит полицейских, расследующих обстоятельства вчерашнего ДТП. Рядом с ним появляется тот самый странный посетитель, который помог ему купить «Ржаной виски», от которого он узнаёт, что во время аварии, в которую он попал день назад, погиб человек, а тот, кто стоит перед ним, — призрак погибшего. Далее «посетитель» исчезает. Следующим ударом для Боба становится то, что его заведение оказывается давно заброшенным и совершенно не рентабельным. По всей видимости, Боб так же умер и стал призраком. В конце эпизода он впадает в состояние крайнего отчаяния, видя в зеркале отражение бывшего хозяина, который неестественно и злорадно смеётся.

## Эпилог
Оригинальный текст (англ.)Bob Spindler, new owner and sole customer of the Kentucky Rye, a hell of a tavern. Where last call goes on forever… in the Twilight Zone.	

## В ролях
| Актёр           | Роль           |
| --------------- | -------------- |
| Джеффри Деманн  | Боб Спиндлер   |
| Майкл Грин      | Ирвинг         |
| Филип Брунс     | старик         |
| Арлисс Ховард   | путешественник |
| Кларенс Фелдер  | Рэнди          |
| Скотт Джаэк     | Пит            |
| Джон ДеМита     | Джордж         |
| Брэд Берлингейм | Ларри          |
| Розмари Томас   | Нэнси          |
| Глория Руш      | Лаура          |
| Лиза Лонг       | Дебби          |
| Джон Дэйви      | первый офицер  |
| Тим Расс        | второй офицер  |

## Интересные факты
- Эта серия не имеет пролога.
- Эта серия напоминает серию оригинального сериала «Славное место для посещения».